# Ulica Wincentego Witosa w Krakowie
Ulica Wincentego Witosa – ulica w Krakowie, w dzielnicy XI Podgórze Duchackie. Jest częścią III obwodnicy Krakowa.

## Historia
Ulica została wytyczona około 1980 roku. W 2000 roku w ciągu ulicy oddano do użytku torowisko tramwajowe od ulicy Wielickiej do pętli „Kurdwanów P+R”. Torowisko to wchodzi w skład Krakowskiego Szybkiego Tramwaju.

## Przebieg
Ulica zaczyna swój bieg na skrzyżowaniu z ulicami Nowosądecką i Łużycką, gdzie staje się przedłużeniem tej pierwszej. Na środkowym odcinku, kilkadziesiąt metrów za skrzyżowaniem z ulicą Gołaśka, przy ulicy znajduje się Kościół Podwyższenia Krzyża Świętego. Przy ulicy znajduje się również jedna z filii Biblioteki Kraków. Dalej ulica biegnie w kierunku zachodnim, gdzie na wysokości skrzyżowania z ul. Por. Halszki i ul. Beskidzką, znajduje się przy niej pętla tramwajowa „Kurdwanów P+R” – jedyna pętla tramwajowa w Krakowie zbudowana na estakadzie. Ulica kończy swój bieg na skrzyżowaniu z ul. Zbigniewa Herberta, ul. Jerzego Turowicza i Trasą Łagiewnicką, gdzie jej przedłużeniem staje się Trasa Łagiewnicka.

## Infrastruktura
Ulica Wincentego Witosa jest czteropasmową drogą z torowiskiem tramwajowym do pętli „Kurdwanów P+R” oraz Borka Fałęckiego z, ulokowanym w pasie zieleni, dzielącym obie jezdnie ulicy. W ciągu ulicy znajdują się trzy przystanki tramwajowo-autobusowe MPK Kraków – „Nowosądecka” (przy skrzyżowaniu z ul. Nowosądecką i ul. Łużycką), „Witosa” (przy blokach Osiedla Kurdwanów Nowy) oraz pętla tramwajowo-autobusowa „Kurdwanów P+R” (przy skrzyżowaniu z ulicą Beskidzką i ul. Por. Halszki). Ulica jest częścią III obwodnicy Krakowa.

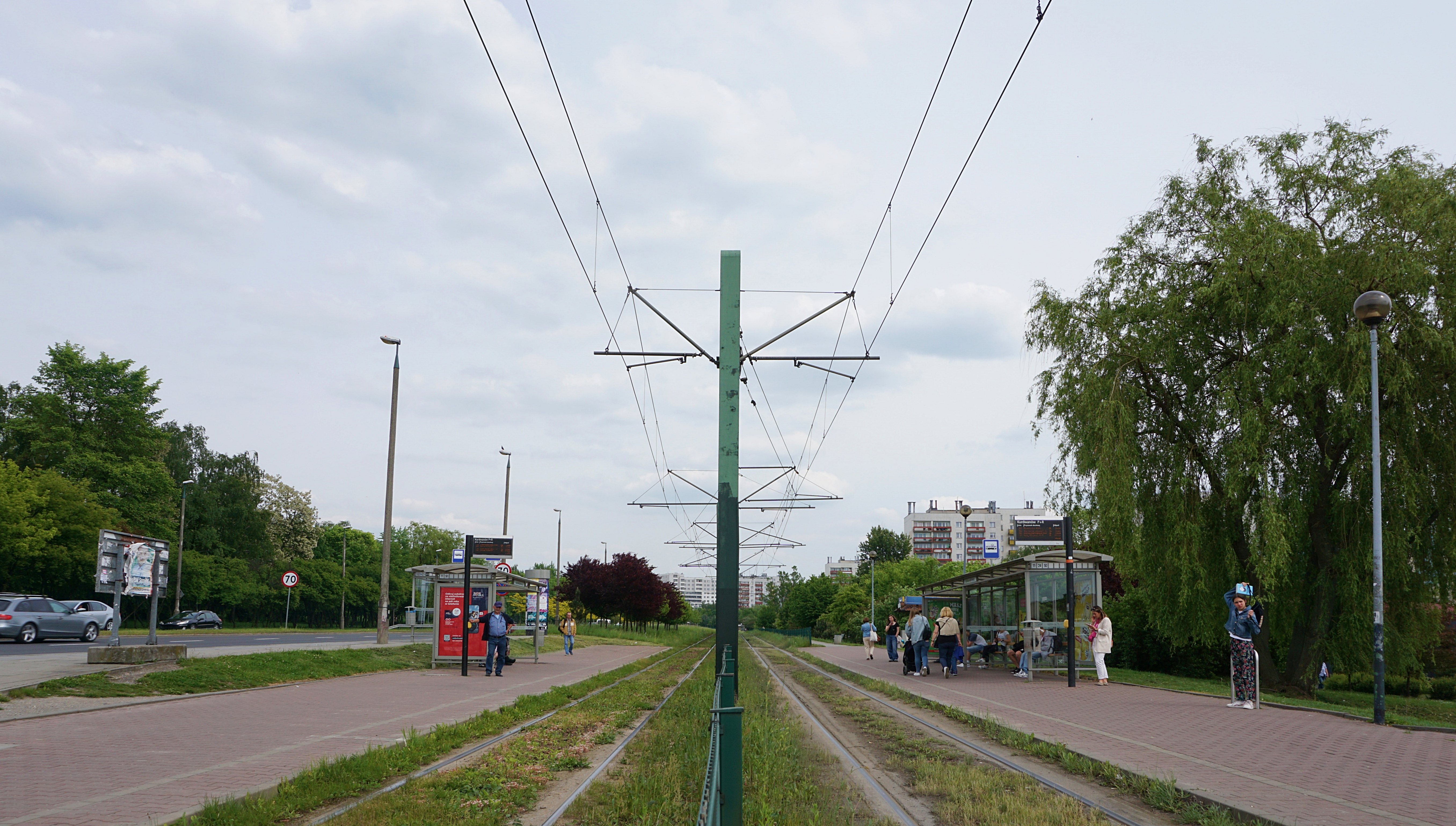
Torowisko tramwajowe KST (otwarte w 2000)